# Ottavio Rossani
Ottavio Rossani (Sellia Marina, 3 gennaio 1944) è un giornalista e poeta italiano.

## Biografia
Ha lavorato per quarant'anni al Corriere della Sera, dapprima come redattore e poi come inviato speciale. Dal 2007 cura il blog di poesia della testata. Come poeta, ha scritto diverse raccolte di versi: Le deformazioni (1976), Falsi confini (1989), Teatrino delle scomparse (1992), Il fulmine nel tuo giardino (1994), L’ignota battaglia (2005) e Riti di seduzione (2013). Con La luna negli occhi (2019) si aggiudica nel 2020 il Premio Letterario Camaiore.